# 舊圖拉

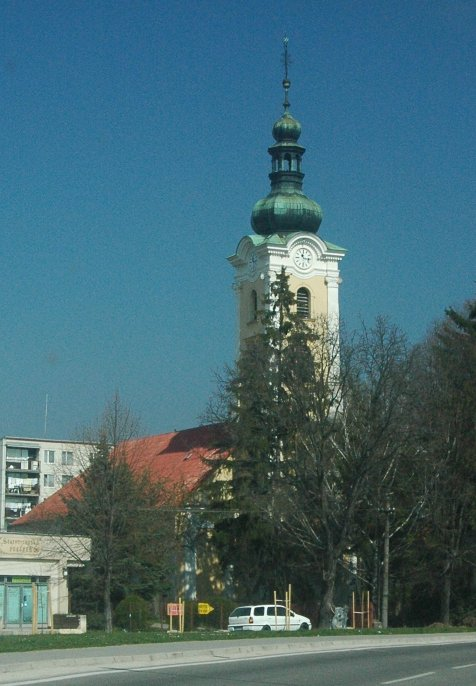

舊圖拉是斯洛伐克的城鎮，位於該國西北部，由特倫欽州負責管轄，面積50.94平方公里，海拔高度279米，2005年人口10,003，其中四成居民信奉信義宗。

## 外部連結
- Town website （页面存档备份，存于）